# Pałac w Rudzińcu
Pałac w Rudzińcu – zabytkowy pałac we wsi Rudziniec.

## Historia
Wieś w latach 1787-1833 była rodową siedzibę jednej z gałęzi von Groelingów. Rodzina von Ruffer-Rother, wybudował późnoklasycystyczny pałac. 
Obiekt wybudowany w  1840-1860 jest częścią zespołu pałacowego, w skład którego wchodzi jeszcze park.

## Galeria

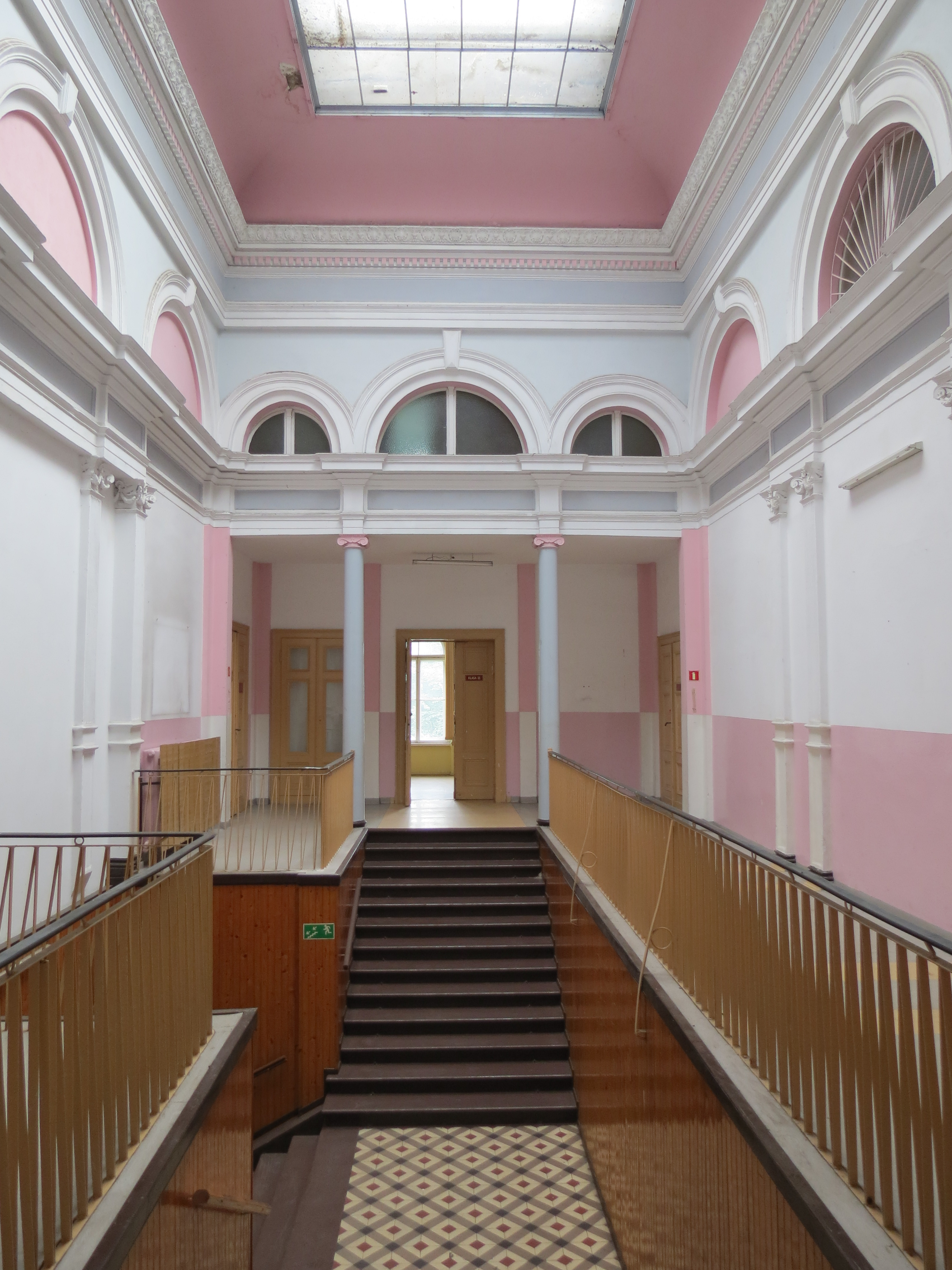
Wnętrze
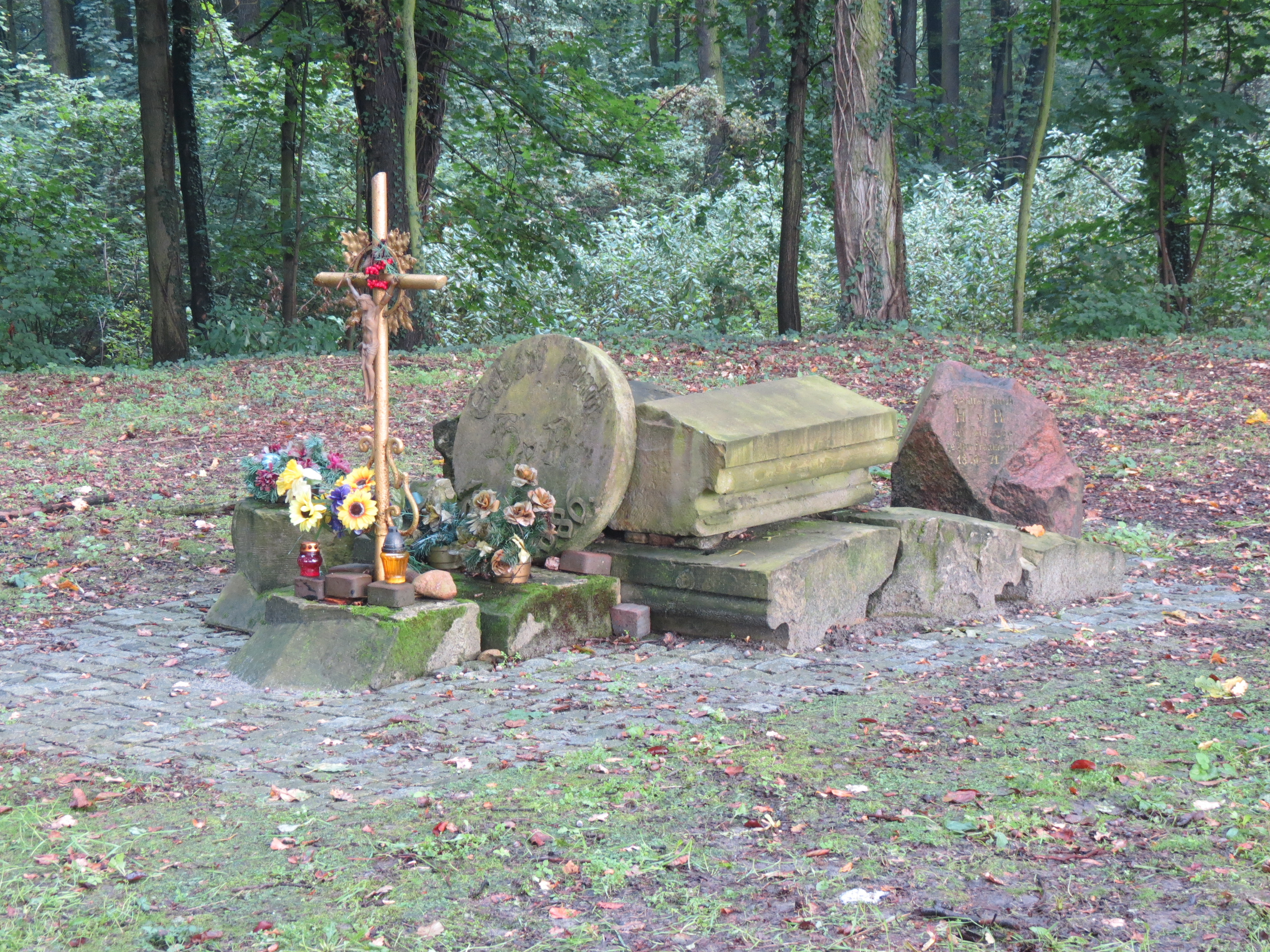
Pozostałości kaplicy
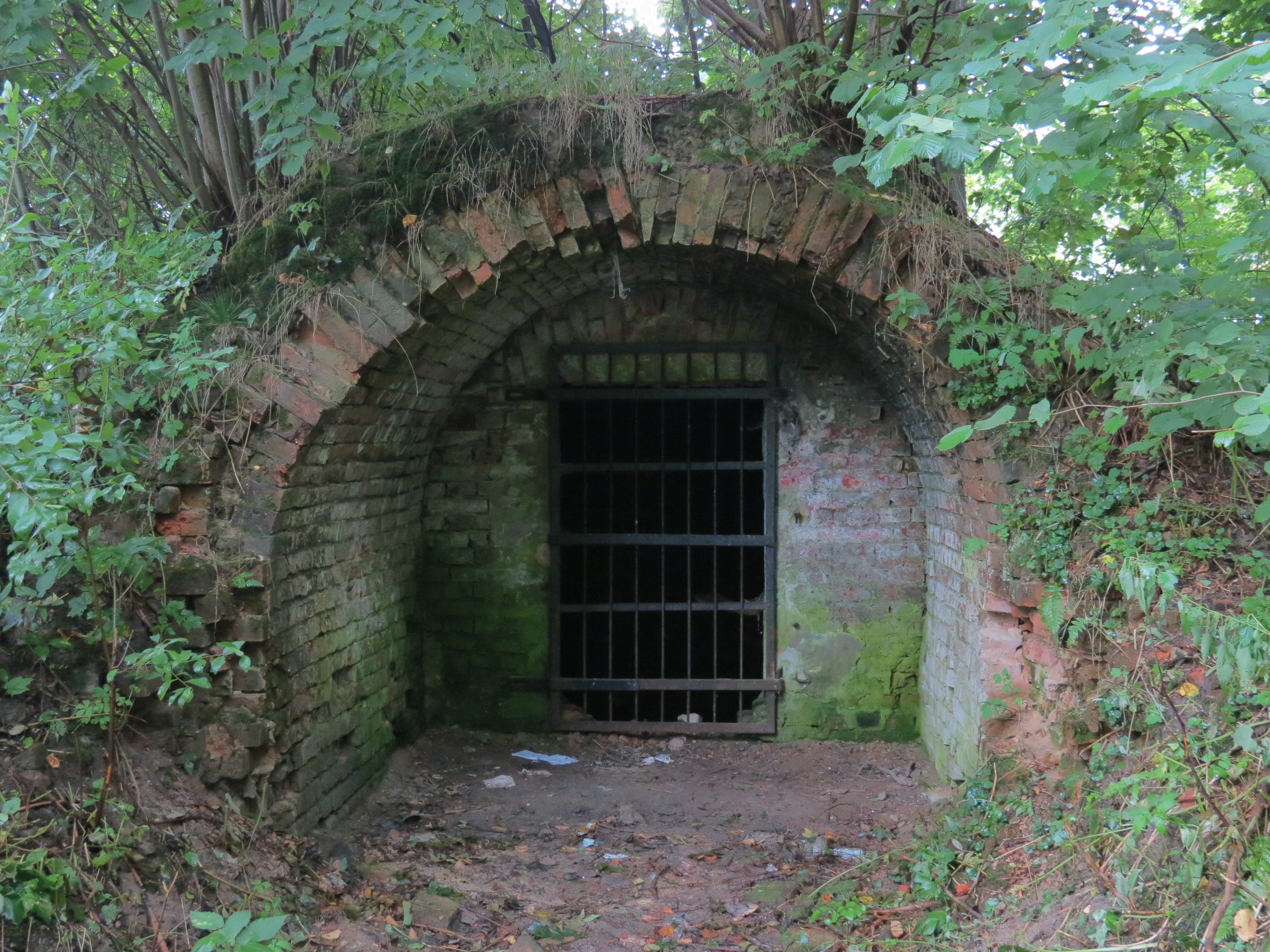
Lodownia w parku
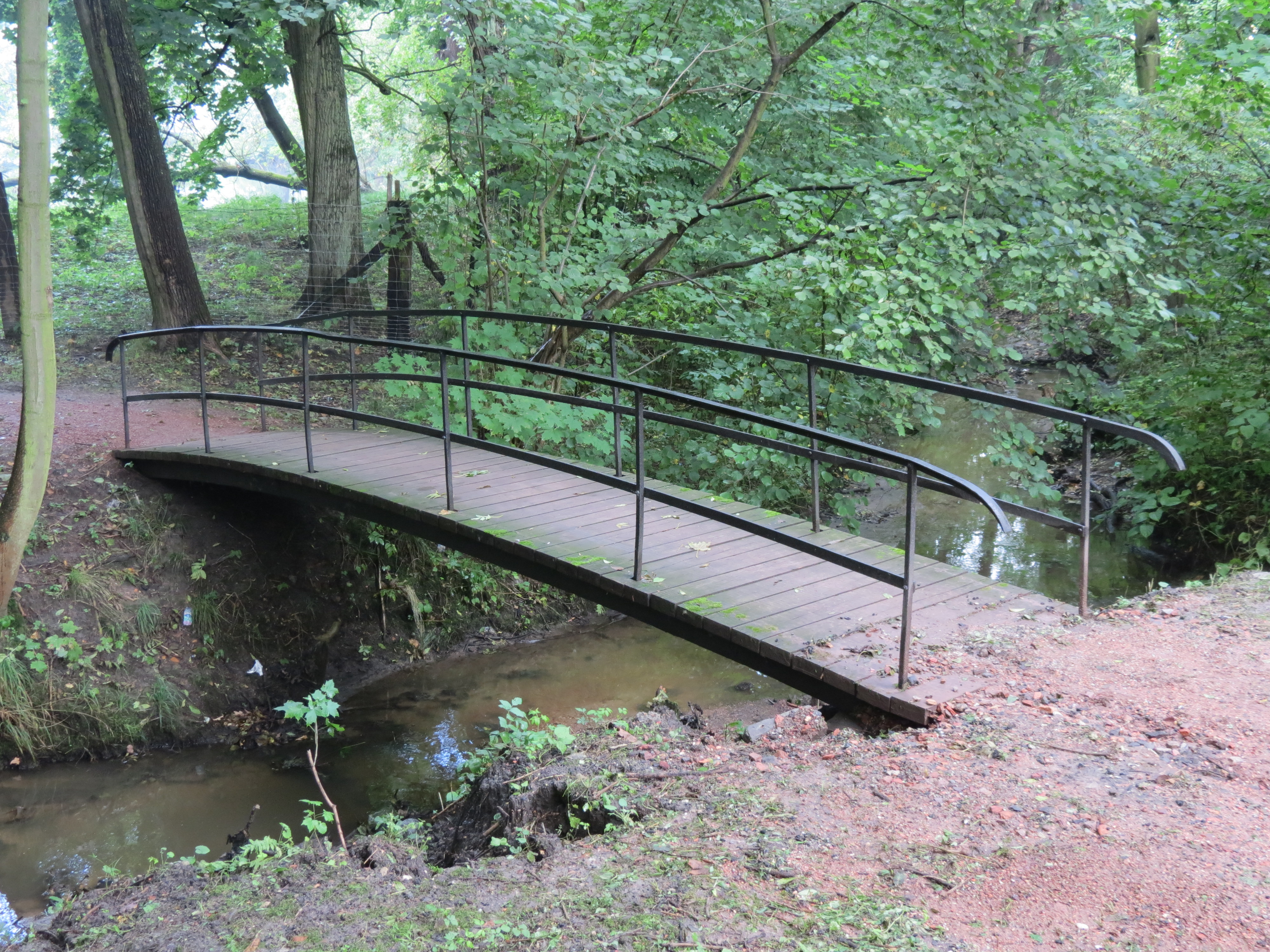
Mostek w parku